# Nikolaï Demidenko
Pour les articles homonymes, voir Demidenko.
Nikolaï Demidenko est un pianiste soviétique puis britannique, né le 1er juillet 1955, élève au Conservatoire Tchaïkovski de Moscou, et médaillé au Concours international Tchaïkovski.

## Biographie
Demidenko a étudié à l'Académie russe de musique Gnessine avec Anna Kantor et au Conservatoire Tchaïkovski de Moscou sous la direction de Dmitri Bashkirov. Il était finaliste au Concours International de Piano de Montréal 1976 et au Concours International Tchaikovsky 1978. Il a enseigné à l'École Yehudi Menuhin au Royaume-Uni, où il réside depuis 1990. Il a obtenu la citoyenneté britannique en 1995 et occupe un poste de professeur invité à l'Université de Surrey. 
En plus d'une grande quantité du répertoire germanique et russe standard, il est un spécialiste de Frédéric Chopin et un champion réputé des œuvres de compositeurs négligés tels que Muzio Clementi, Carl Maria von Weber, Jan Václav Voříšek et Nikolai Medtner, ainsi que des œuvres négligées de compositeurs bien connus tels que Domenico Scarlatti, Wolfgang Amadeus Mozart, Franz Schubert et Robert Schumann, et des transcriptions de Ferruccio Busoni. Demidenko a remporté un Gramophone Award en 1992 dans la catégorie concerto pour son enregistrement des concertos pour piano n ° 2 et 3 de Medtner.